# پروژه قدرت
پروژه قدرت (انگلیسی: Project Power) یک فیلم ابرقهرمانی آمریکایی به کارگردانی هنری جوست و آریل شالمن با بازی جیمی فاکس، جوزف گوردون لویت و دومینیک فیش بک در نقش‌های اصلی و مشین گان کلی، خودریگو سانتورو و ایمی لندکر در کنار آنان به ایفای نقش می‌پردازند. این فیلم توسط نتفلیکس در تاریخ ۱۴ اوت ۲۰۲۰ منتشر شد. داستان اصلی فیلم دربارهٔ دارویی است که به فرد به مدت ۵ دقیقه قدرتی ابرانسانی می‌دهد.

## داستان
در شهر نیواورلئان قرصی که ابرقدرت‌های هر فرد را فعال می‌کند پخش می‌شود، که باعث می‌شود میزان جرم و جنایت زیاد شود. یک پلیس محلی با همکاری کهنه سربازی با بازی جیمی فاکس به دنبال تولیدکننده این دارو هستند تا جلوی ساخت این قرص را بگیرند.

## تولید
فیلمبرداری اصلی در ۸ اکتبر ۲۰۱۸ آغاز شد و در ۲۲ دسامبر ۲۰۱۸ به پایان رسید. فیلمبرداری در نیواورلئان انجام شد. در ۳۱ اکتبر ۲۰۱۸، جوزف گوردون لویت در حین فیلمبرداری در حین دوچرخه سواری مجروح شد. بودجه تولید کلی این فیلم ۸۵٫۱ میلیون دلار بود که ۸۰٫۴ میلیون دلار در لوئیزیانا خرج شد.

## بازخوردها
در جمع‌آوری نقد راتن تومیتوز، این فیلم بر اساس ۱۷۸ نقد، با میانگین امتیاز ۵٫۷ از ۱۰، دارای ۶۱٪ محبوبیت است. اجماع منتقدان این وب‌سایت می‌گوید: «اگرچه بخشی از پتانسیل پیش‌فرض خود را هدر می‌دهد، ولی این فیلم یک اکشن هیجان‌انگیز نرم و سرگرم‌کننده است.»
در متاکریتیک بر اساس ۳۵ منتقد، میانگین وزنی امتیاز ۵۱ از ۱۰۰ را به این فیلم اختصاص داد که نشان‌دهنده «بررسی‌های مختلط یا متوسط» است.